# Vandrargräsfly
Vandrargräsfly (Mythimna unipuncta) är en fjärilsart som först beskrevs av Adrian Hardy Haworth 1809.  Vandrargräsfly ingår i släktet Mythimna, och familjen nattflyn. Arten förekommer tillfälligt i Sverige, men reproducerar sig inte.

## Bildgalleri

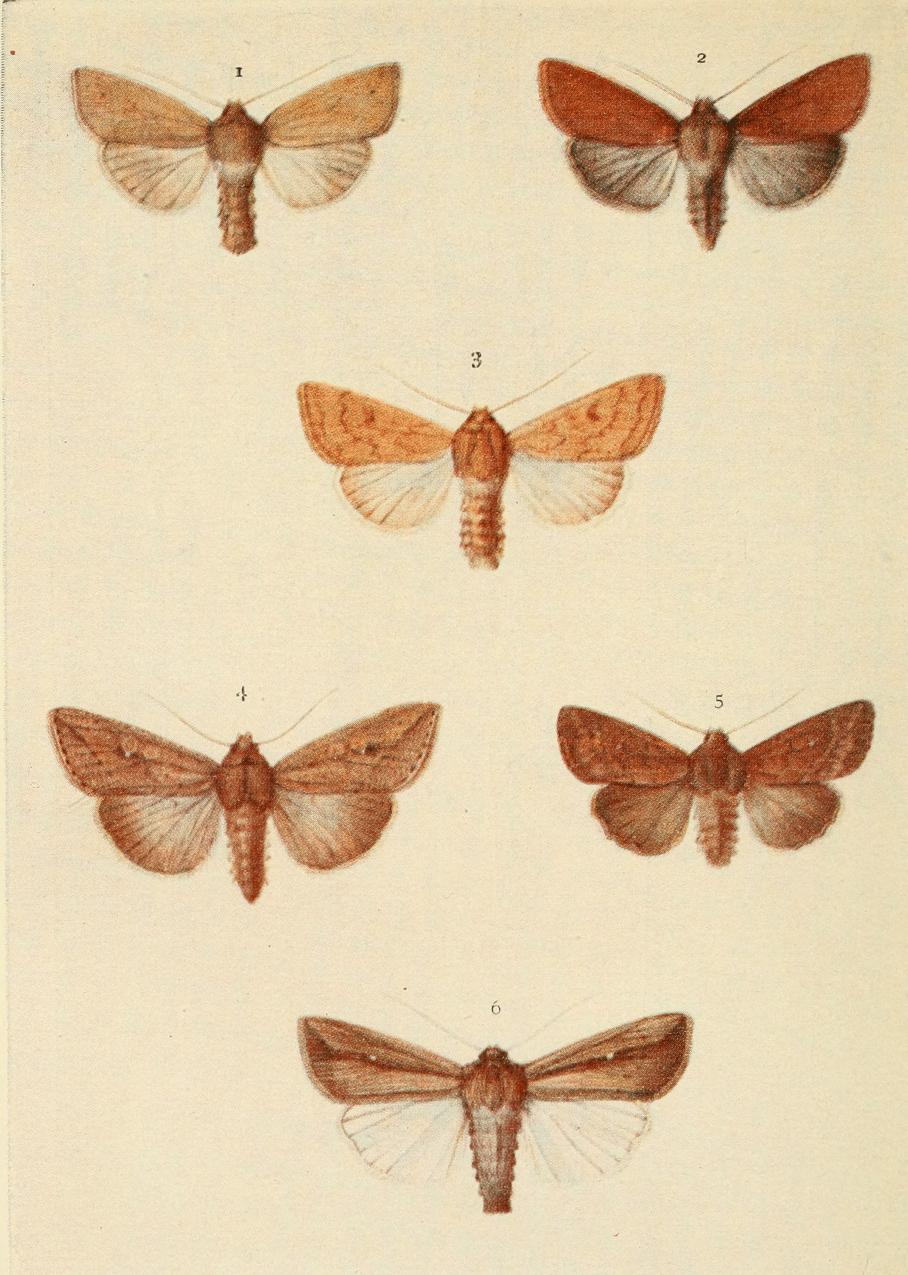
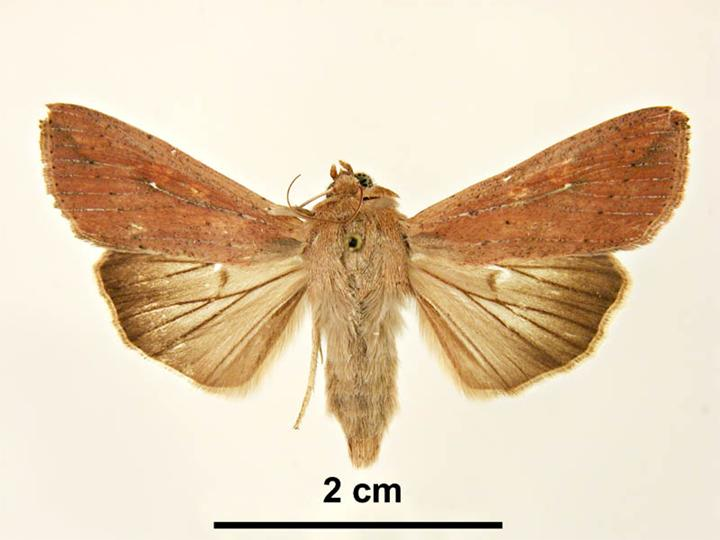
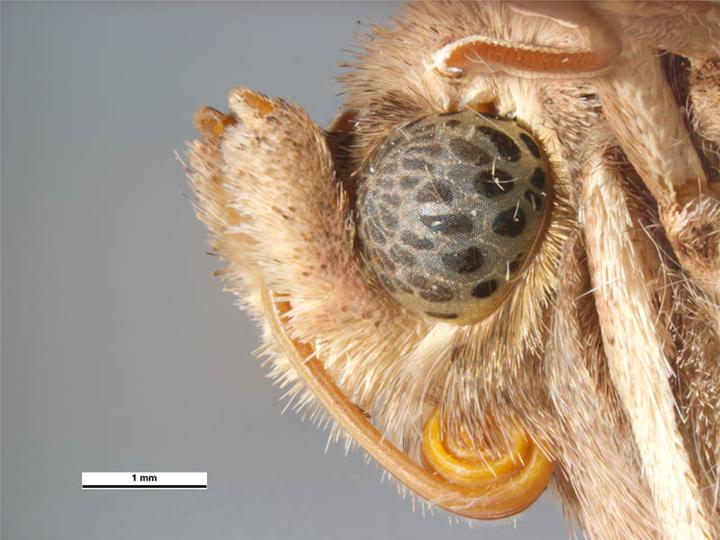
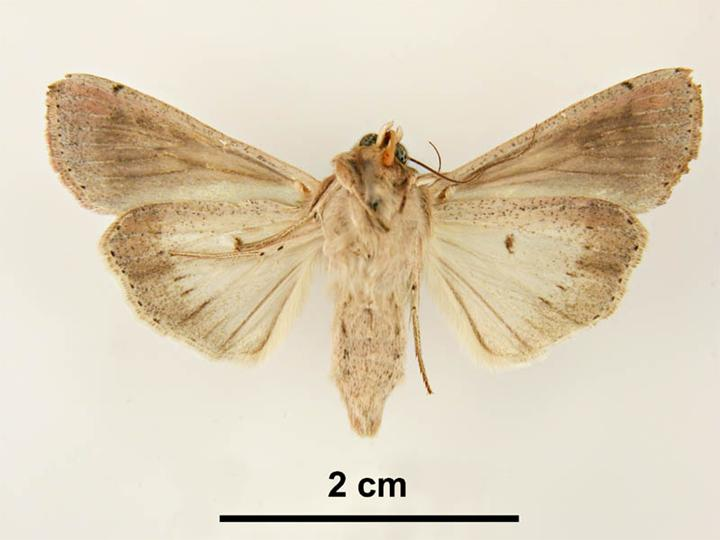
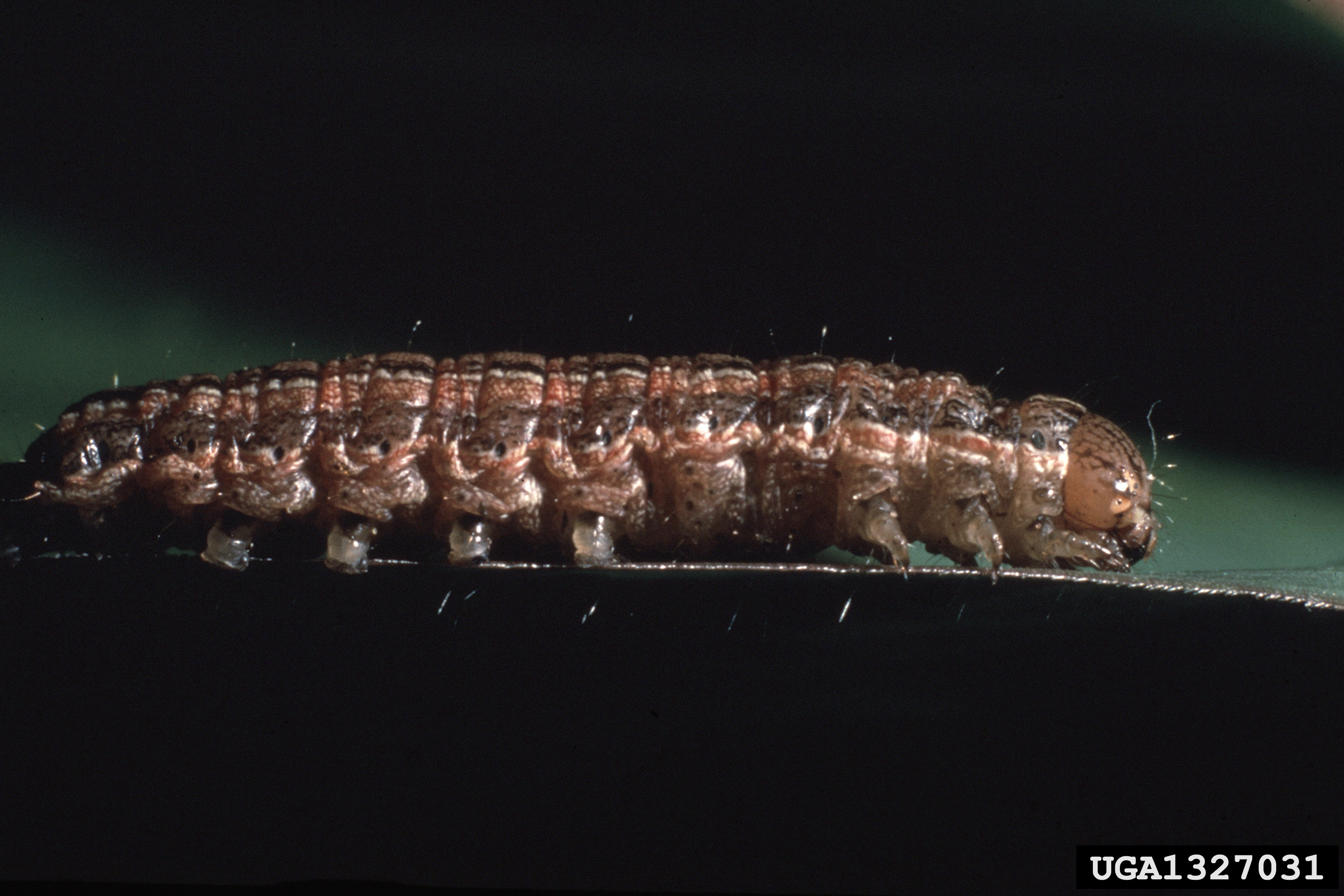
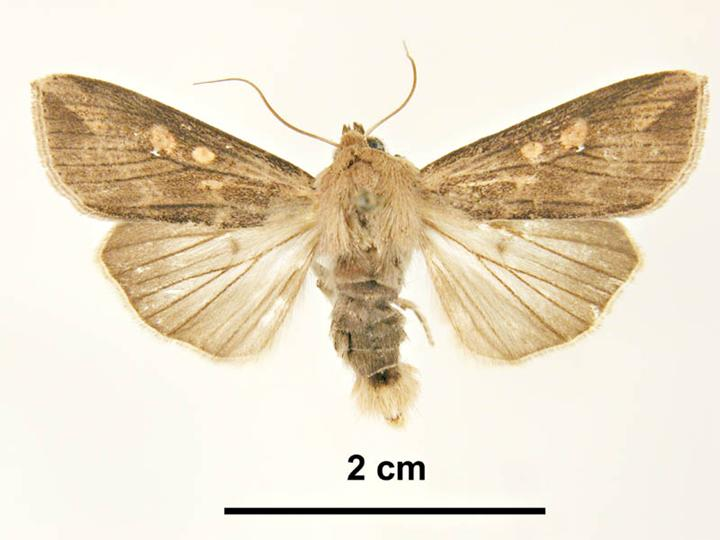